# Atelopus boulengeri
Espèce
Synonymes
- Atelopus bicolor Noble, 1921

Statut de conservation UICN

 CR A3ce : 
En danger critique
Atelopus boulengeri est une espèce d'amphibiens de la famille des Bufonidae.

## Répartition
Cette espèce est endémique des provinces de Morona-Santiago et Loja en Équateur. Elle se rencontre sur le versant Sud-Est de la cordillère Orientale, dans la cordillère de Cutucú et dans la cordillère du Condor, entre 800 et 2 000 m d'altitude.

## Étymologie
Cette espèce est nommée en l'honneur de George Albert Boulenger.

## Publication originale
- Peracca, 1904 : Viaggio del Dr. Enrico Festa nell Ecuador e regioni vicine: Reptili ed Amfibii. Bollettino dei Musei di zoologia e anatomia comparata della Università di Torino, vol. 19, n. 465, p. 1-41 (texte intégral).